# Kvarteret Mursmäckan

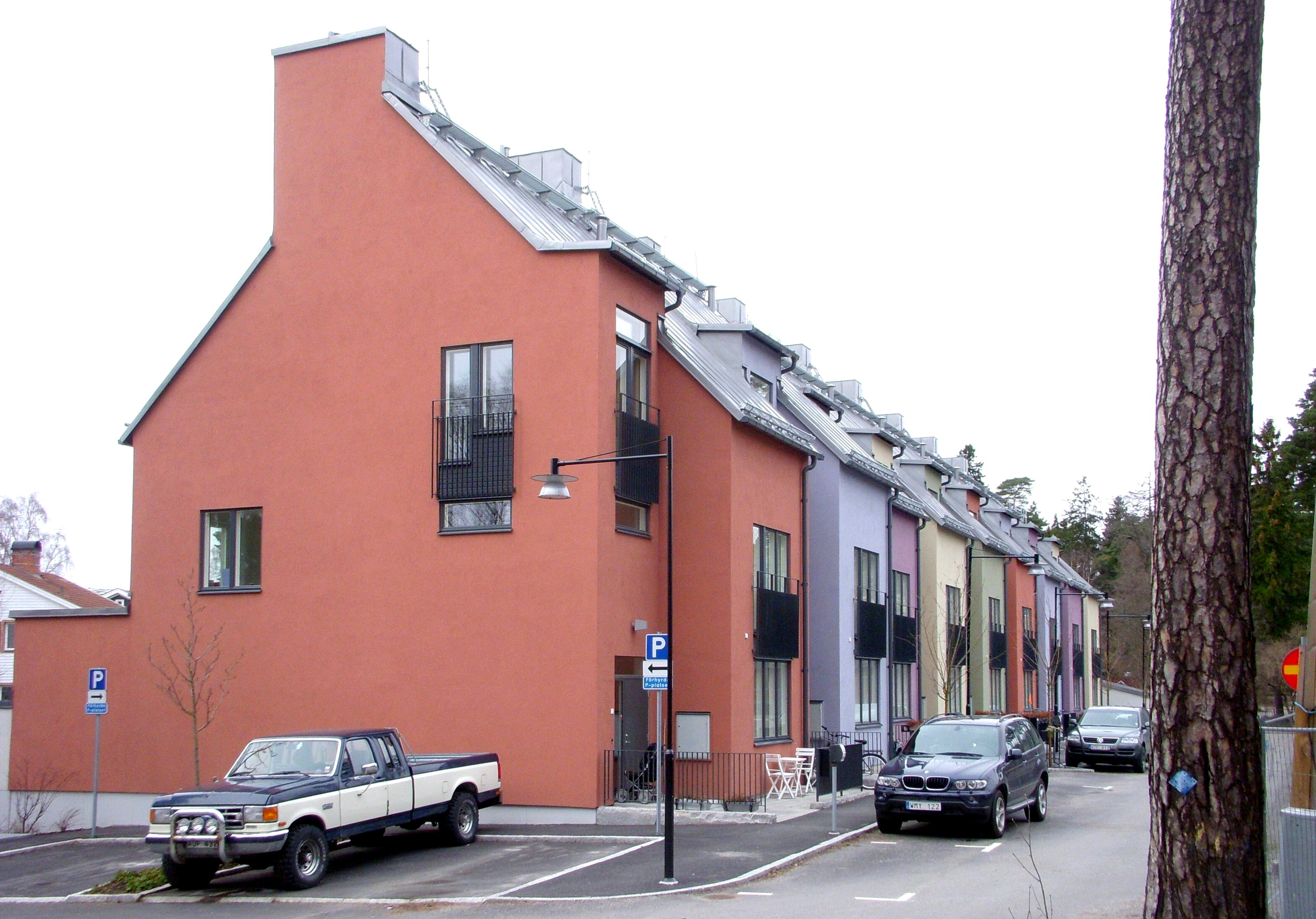
Fasad mot Sophie Sagers gata.

Kvarteret Mursmäckan (vid kvarteret Svenska Högarna) är ett bostadskvarter vid Kärrtorpsvägen på gränsen mellan Kärrtorp och Enskededalen i södra Stockholm. På kvarteret uppfördes mellan 2010 och 2011 femton så kallade stadsradhus. Mursmäckan vann tävlingen Årets Stockholmsbyggnad 2012.
Mursmäcka kallades en kvinnlig byggnadsarbetare vars arbetsuppgift var att bära murbruk till murarna på en byggarbetsplats.

## Bakgrund
På en liten tomt med knappt 3000 m² intill Skarpnäcks bollplan fick Småa en markanvisning från Stockholms stad för byggandet av ett småskaligt villakvarter. Till arkitekt anlitades A1 Arkitekter AB.  Här ville staden tillämpa sin strategi från översiktsplanen ÖP 99 med att "bygg staden inåt", alltså att exploatera och bygga nya bostadsområden inom redan befintliga. Det skulle resultera bland annat i minskad energianvändning, kortare resvägar och energieffektivare kollektivtrafikförsörjning. Området präglas av Kärrtorps småhusbebyggelse från 1920 och 1930-talen. På platsen fanns en parkering och klubbhuset samt ett mindre grönområde. Stockholms stadsbyggnadskontor upprättade en ny detaljplan som vann laga kraft i april 2009.

## Bebyggelsen
Den nya bebyggelsen nyttjar den triangulära tomten maximalt. Radhusen anordnades i två grupper kring en gemensam innergård. Gruppen mot Kärrtorpsvägen består av sex hus och mot den nybildade Sophie Sagers gata är det nio hus. Fasaderna mot gatan är slutna men öppnar sig med uteplatser mot gården som är en allmän park. Fasaderna är putsade och avfärgade i varma, dämpade kulörer. Husen är bara 6,55 meter breda och utnyttjar reglerna maximalt för vad som räknas som ett tvåvåningshus med vind. Byggnadsarean är 132 m² därtill kommer en vind med 55 m².

## Bilder

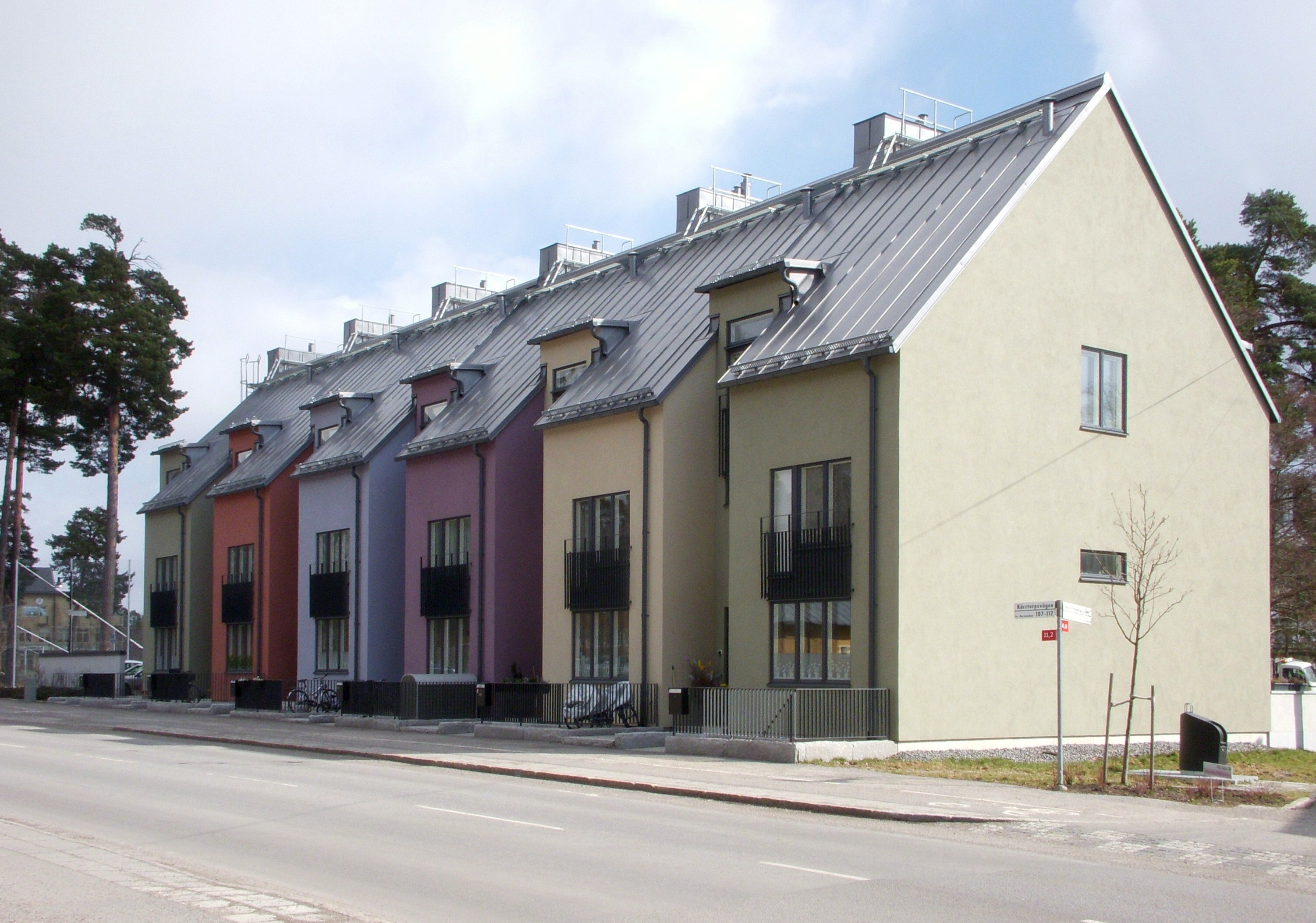
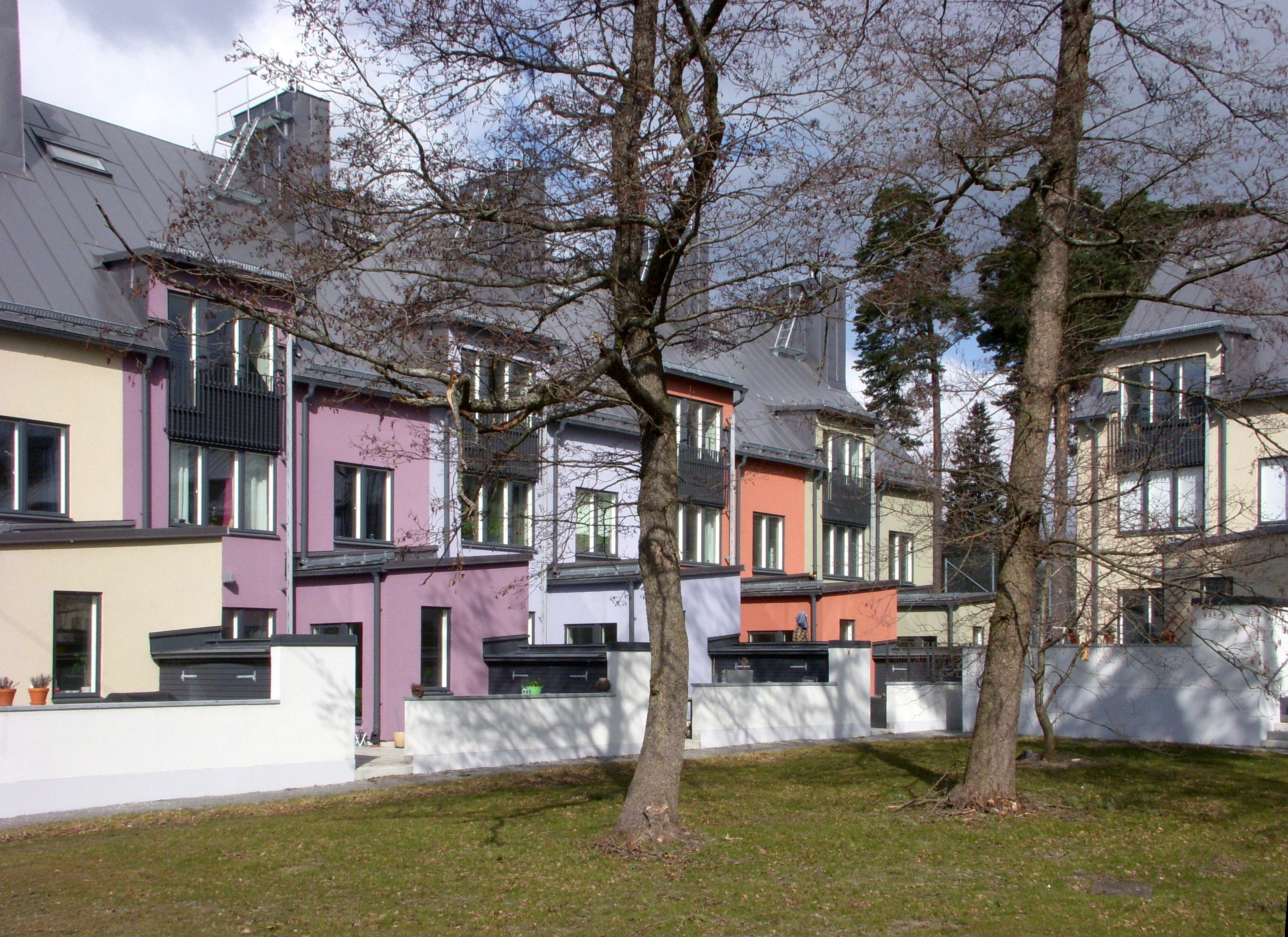
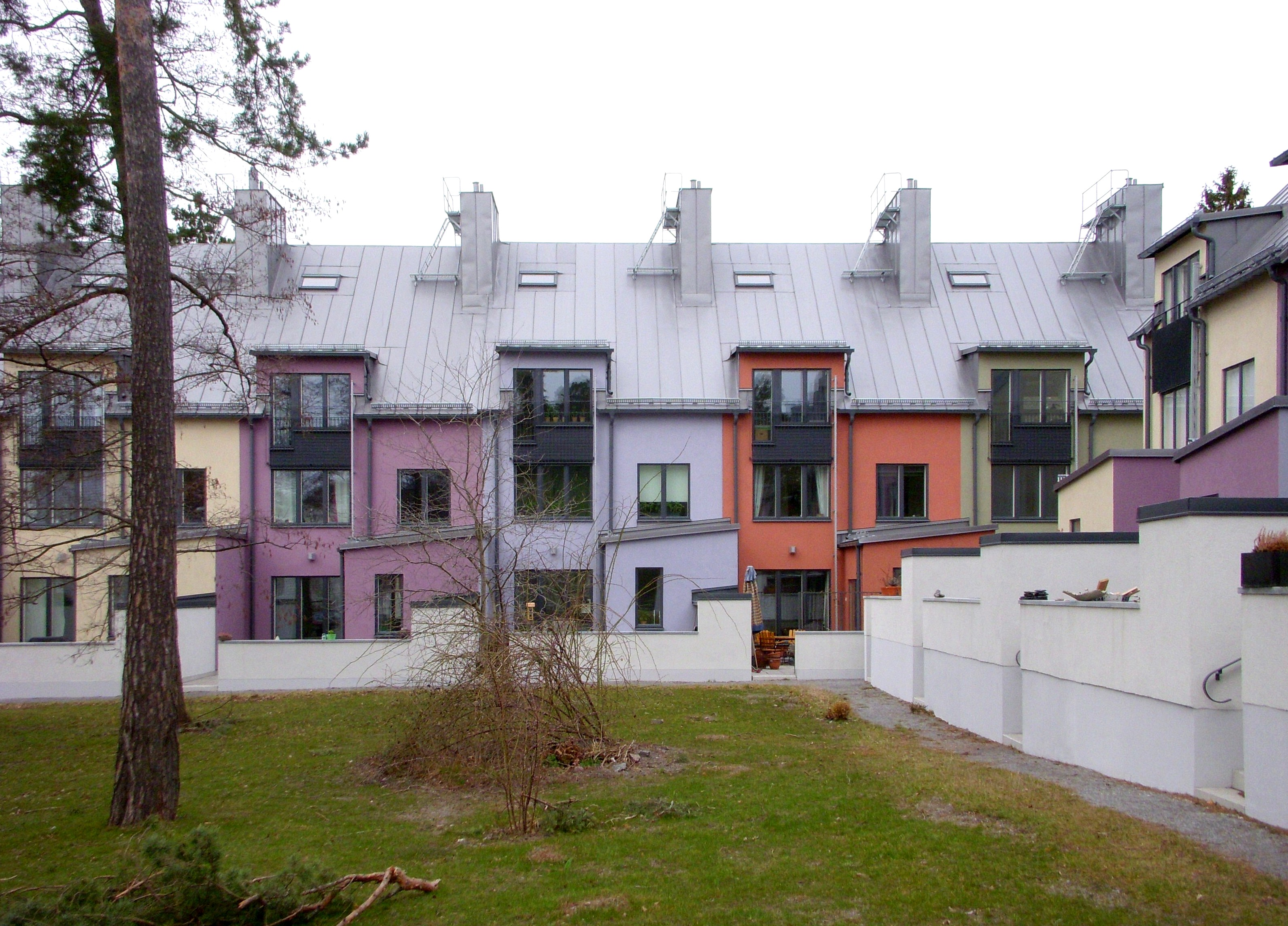
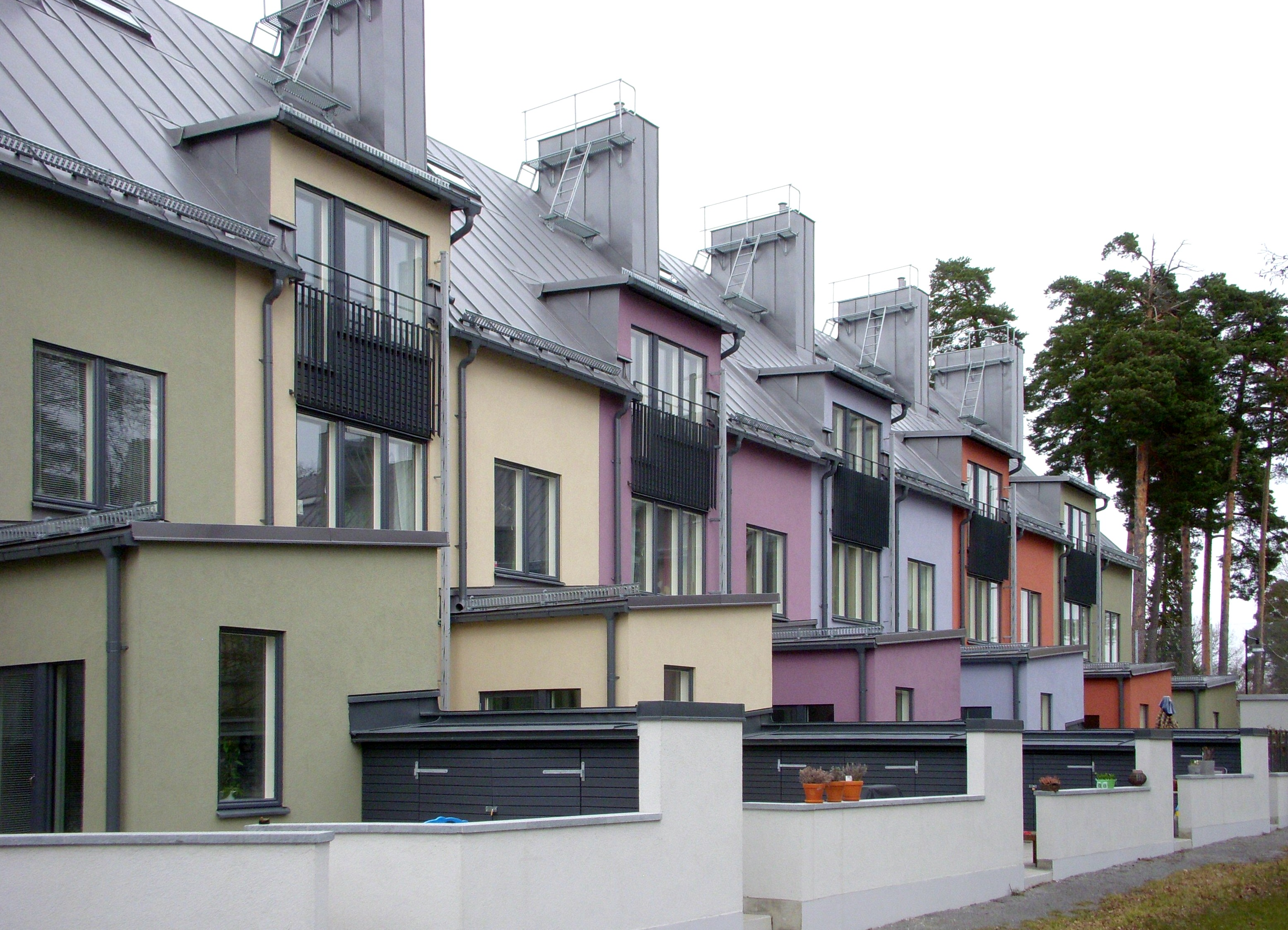